# الک پاتس
الک پاتس (انگلیسی: Alec Potts؛ زادهٔ ۱۹ فوریهٔ ۱۹۹۶) ورزشکار تیراندازی با کمان اهل استرالیا است.
وی در مسابقات کشوری و بین‌المللی در مجموع برندهٔ ۱ مدال برنز شده‌است.